# Смерть коммивояжёра (фильм, 1985)
«Смерть коммивояжёра» (англ. Death Of A Salesman) — телефильм 1985 года с Дастином Хоффманом в главной роли.

## Сюжет
Телевизионная экранизация пьесы Артура Миллера о стареющем коммивояжёре-неудачнике.
Вилли не вполне успешный коммивояжёр, однако принять это не собирается. Биф — сын Вилли, хочет пойти по стопам отца, но попытки оказываются безуспешными. Вместе с этим Биф узнаёт, что его отец изменяет матери. Ещё одной проблемой становится то, что Вилли начинает ставить в пример Бифу своего умершего брата Бена. Вилли постепенно сходит с ума, «общаясь» с Беном. На почве безуспешности Вилли его семье грозит нищета, они погрязли в кредитах и долгах. Чтобы покончить с финансовыми трудностями, Вилли решает покончить жизнь самоубийством на своей машине, а выплаченной страховкой семья сможет покрыть свои долги.

## Персонажи
- Вилли Ломен — стареющий коммивояжёр, живущий в Нью-Йорке.
- Линда Ломен — его жена, поддерживающая его во всех его начинаниях.
- Биф Ломен — подавал большие надежды, был успешным спортсменом и имел возможность продолжить обучение в университете. Отказался пересдавать экзамен и не окончил школу. Работал на разных небольших должностях, сидел небольшой срок за мелкую кражу. Живёт в доме родителей, не имея постоянной работы.
- Гарольд «Хэппи» Ломен — всегда был на вторых ролях, в тени успеха старшего брата. Довольствуется непрестижной работой, имеет малый доход, впрочем достаточный для его холостяцкой жизни. Любитель женского общества и незатейливых развлечений.
- Чарли — сосед Ломенов. Владелец небольшой фирмы. Самостоятельно ведёт дела, обладает стабильным доходом. Гордится сыном, ведущим дела в Верховном суде.
- Бернард — сын Чарли. Школьником был рад возможности носить за Бифом спортивный инвентарь. Заискивал перед ним и завидовал его успеху. В отличие от братьев Ломенов, много и упорно занимался, окончил престижный университет и стал успешным адвокатом.
- Говард — глава компании, занимается продажами через сеть коммивояжёров в Нью-Йорке и его окрестностях. Перенял бизнес от отца. Вынужден уволить потерявшего прежнюю сноровку Вилли Ломена, несмотря на давнее с ним знакомство.

## В ролях
| Актёр           | Роль                                            |
| --------------- | ----------------------------------------------- |
| Дастин Хоффман  | Вилли Ломен                                     |
| Кейт Рид        | Линда Ломен                                     |
| Джон Малкович   | старший сын Вилли и Линды Биф Ломен             |
| Стивен Лэнг     | младший сын Вилли и Линды Гарольд «Хэппи» Ломен |
| Чарльз Дёрнинг  | сосед Чарли                                     |
| Дэвид Чандлер   | сын Чарли Бернард                               |
| Луис Зорик      | старший брат Вилли Ломена Бен                   |
| Джон Полито     | босс Вилли Говард                               |
| Линда Козловски | мисс Форсайт                                    |

## Награды
- 1986 — Победитель премии «Золотой глобус» в категории «Лучший актёр мини-сериала или фильма для TV» (Дастин Хоффман).
- 1986 — Победитель премии «Эмми» в категории «Лучший актёр в мини-сериале или фильме» (Дастин Хоффман).
- 1986 — Победитель премии «Эмми» в категории «Лучший актёр второго плана в мини-сериале или фильме» (Джон Малкович).